# Тамсалу (волость)
Та́мсалу (ест. Tamsalu vald) — волость в Естонії, одиниця самоврядування в повіті Ляене-Вірумаа з 10 жовтня 1991 до 21 жовтня 2017 року.

## Географічні дані
Площа волості — 215,58 км2, чисельність населення на 1 січня 2017 року становила 3726 осіб.
Населення за роками

## Населені пункти
Адміністративний центр — місто без статусу самоврядування Тамсалу.
На території волості також розташовувалися селище Сяезе (Sääse alevik) та 30 сіл (küla):
Аавере (Aavere), Алупере (Alupere), Араскі (Araski), Ассамалла (Assamalla), Вадікюла (Vadiküla), Ваянґу (Vajangu), Вигмету (Võhmetu), Вигмута (Võhmuta), Вістла (Vistla), Кадапіку (Kadapiku), Каева (Kaeva), Керґута (Kerguta), Койдукюла (Koiduküla), Коплітаґузе (Koplitaguse), Куйе (Kuie), Кулленґа (Kullenga), Курсі (Kursi), Леммкюла (Lemmküla), Локса (Loksa), Метскаеву (Metskaevu), Найстевялья (Naistevälja), Пидранґу (Põdrangu), Пійзупі (Piisupi), Поркуні (Porkuni), Савалдума (Savalduma), Саувялья (Sauvälja), Тюрьє (Türje), Уудекюла (Uudeküla), Ярвайие (Järvajõe), Ярсі (Järsi).

## Історія

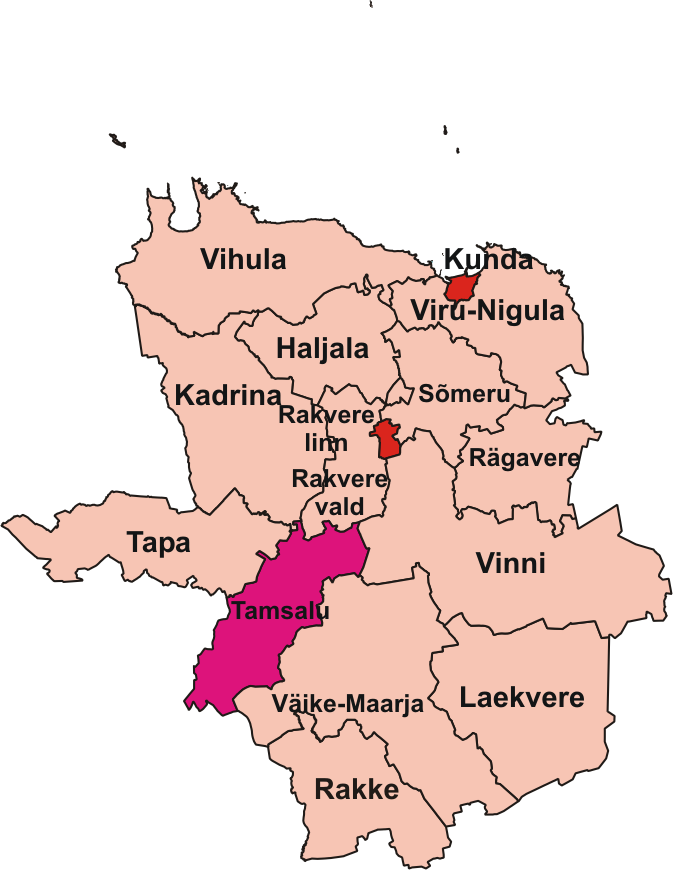
Мапа повіту в 2017 році

10 жовтня 1991 року Тамсалуська сільська рада була перетворена у волость зі статусом самоврядування.
16 червня 2005 року Уряд Естонії затвердив приєднання до волості Тамсалу міського самоврядування Тамсалу. Зміни в адміністративно-територіальному устрої, відповідно до постанови, набрали чинності 21 жовтня 2005 року. EHAK-код волості змінений з 0787 на 0786. Місто Тамсалу втратило статус самоврядування і вилучено з «Переліку адміністративних одиниць на території Естонії».
29 грудня 2016 року на підставі Закону про адміністративний поділ території Естонії Уряд Республіки прийняв постанову № 171 про утворення нової адміністративної одиниці — волості Тапа — шляхом об'єднання територій сільських самоврядувань Тамсалу й Тапа. Зміни в адміністративно-територіальному устрої, відповідно до постанови, мали набрати чинності з дня оголошення результатів виборів до ради нового самоврядування.
15 жовтня 2017 року в Естонії відбулися вибори в органи місцевої влади. Утворення волості Тапа набуло чинності 21 жовтня 2017 року. Волость Тамсалу вилучена з «Переліку адміністративних одиниць на території Естонії».

## Символіка
26 травня 1993 року волость отримала свій герб та прапор.
|                                            |
| Герб та прапор волості Тамсалу (1993—2005) |

Після приєднання 2005 року міста Тамсалу до волості сільське самоврядування Тамсалу стало використовувати герб та прапор, що належали до цього скасованому міському самоврядуванню.

## Керівництво волості
Старійшини волості
- 1996—2004 Тоомас Уудеберг (Toomas Uudeberg)
- 2004—2006 Айн Ааза (Ain Aasa)
- 2006—2015 Тоомас Уудеберг
- 2015—2017 Ріго Телл (Riho Tell)

Голови волосної ради
- 1993—1996 Тоомас Уудеберг
- 1997—2005 Мармелт Рійбе (Marmelt Riibe)
- 2005—2013 Андрус Фрайенталь (Andrus Freienthal)
- 2013—2015 Вардо Арусаар (Vardo Arusaar)
- 2015—2017 Тоомас Уудеберг